# Os Simpsons - o Filme
Os Simpsons - o Filme (no original em inglês The Simpsons Movie) é um filme de animação estadunidense de 2007 dos gêneros comédia e aventura baseado na sitcom animada da Fox Os Simpsons criada Matt Groening. O filme foi dirigido pelo veterano da série David Silverman e estrela o elenco regular de dubladores da mesma com Dan Castellaneta, Julie Kavner, Nancy Cartwright, Yeardley Smith, Hank Azaria, Harry Shearer, Pamela Hayden e Tress MacNeille reprisando seus papéis, além de Albert Brooks.
O filme segue Homer Simpson, que polui irresponsavelmente o lago de Springfield, fazendo com que a Agência de Proteção Ambiental dos Estados Unidos, a EPA, aprisione a cidade sob uma gigantesca cúpula de vidro. Depois que ele e sua família escapam, eles finalmente abandonam Homer por seu egoísmo e voltam para Springfield para evitar a demolição da cidade por Russ Cargill, o malvado chefe da EPA. As pessoas de Springfield acabam exiladas, assim como a família Simpson, e Homer trabalha no sentido de desfazer o seu erro, impedindo o plano de Cargill de destruir a cidade.
As tentativas anteriores de criar uma adaptação cinematográfica para Os Simpsons fracassaram devido à falta de um roteiro de duração adequada e à equipe apropriada de produção. Eventualmente, os produtores James L. Brooks, Matt Groening, Al Jean, Mike Scully e Richard Sakai iniciaram o desenvolvimento do filme em 2001. Uma equipe de escritores constituída por Scully, Jean, Brooks, Groening, George Meyer, David Mirkin, Mike Reiss, John Swartzwelder, Jon Vitti, Ian Maxtone-Graham e Matt Selman foi montada. Eles criaram inúmeras histórias, com Groening desenvolvendo uma a uma para o filme. O roteiro foi reescrito mais de uma centena de vezes, com o mesmo sofrendo alterações mesmo durante a fase de animação ter iniciado em 2006. Isto significou horas de material acabado cortado do filme, que incluiu papéis cameo de Erin Brockovich, Minnie Driver, Isla Fisher, Kelsey Grammer e Edward Norton como eles mesmos. Tom Hanks e os membros da banda Green Day dublaram suas próprias representações animadas no corte final do filme, enquanto Albert Brooks, um ator convidado frequente na série, fornece a voz do principal antagonista do filme, Russ Cargill.
Promoções tie-in foram feitas com diversas empresas para promover o lançamento do filme, incluindo Burger King e 7-Eleven, sendo que esta última transformou lojas selecionadas em Kwik-E-Marts. O filme teve sua premiere em Springfield, no estado americano de Vermont, em 21 de julho de 2007, sendo lançado comercialmente nos cinemas dos Estados Unidos seis dias depois, em 27 de julho, pela 20th Century Fox. Os Simpsons - o Filme arrecadou US$ 536,4 milhões em todo o mundo, tornando-se o oitavo filme de maior bilheteria de 2007, o segundo filme de animação tradicional de maior bilheteria de todos os tempos (atrás apenas de O Rei Leão da Disney) e o filme de maior bilheteria baseado em uma série animada de televisão. O filme recebeu críticas bastante positivas por seu humor, peso emocional, escrita e retornos às primeiras temporadas, ao mesmo tempo em que foi indicado a inúmeros prêmios, incluindo um Globo de Ouro de Melhor Longa-Metragem de Animação durante a 65ª cerimônia em 2008.

## Enredo
A banda estadunidense Green Day participa de uma apresentação no Lago Springfield. Nela, a banda falha em convencer a plateia a escutar considerações a respeito do meio ambiente e seus integrantes terminam por falecer quando a poluição presente no lago corrói e afunda a barcaça na qual se apresentavam. Durante o funeral, Vovô Simpson tem uma visão de uma grande catástrofe a acontecer, mas apenas Marge lhe dá ouvidos. Segundo o personagem: "Uma criatura de mil olhos, rabinho encaracolado e dentes de fera trará o terror a Springfield. Cuidado: Springfield!". Lisa e um garoto irlandês chamado Colin apresentam um seminário intitulado "Uma Verdade Irritante", com o qual eles conseguem convencer a cidade a limpar o lago.
Enquanto isto, Homer e Bart desafiam um ao outro a realizarem feitos audaciosos até que Homer desafia Bart a ir nu de skate até o Krusty Burger, onde ele é pego pelo Chefe Wiggum. Ned Flanders conforta Bart após esta humilhação, mas Homer o ignora, e acaba adotando um porco que era usado nas filmagens de um comercial na lanchonete. Homer mantém os dejetos do porco em um silo transbordando (Homer ajudou a enchê-lo), o que deixa Marge horrorizada, e ela pede para Homer se livrar dele com cuidado. Enquanto espera na fila do lixão, Homer decide se livrar logo do silo no lago para poder ir a uma distribuição grátis de rosquinhas, poluindo o lago severamente. Momentos depois, um esquilo pula no lago, e sofre uma mutação, sendo descoberto por Flanders e Bart fazendo uma caminhada e logo em seguida capturado pela Agência de Proteção Ambiental dos Estados Unidos, a EPA. Russ Cargill, chefe da EPA, diz ao Presidente Schwarzenegger que Springfield é o local mais poluído da América e que o governo precisa tomar uma providência. Como resultado da escolha aleatória de Schwarzenegger por um plano de ação, a EPA coloca uma cúpula gigante de um material quase inquebrável em cima de Springfield.
A polícia descobre o silo de Homer no lago, e uma furiosa multidão se aproxima da casa dos Simpsons, tentando colocá-los na forca. A família escapa por um buraco no chão, que acaba expandindo e sugando a casa inteira (inclusive o carro). Enquanto fogem, Homer decide levar a família para o Alasca. Vendo que a população de Springfield está ficando enlouquecida, Cargill manipula o Presidente em decidir destruir a cidade. Os Simpsons aproveitam sua nova vida no Alasca, mas após verem um comercial apresentado por Tom Hanks anunciando um novo Grand Canyon na atual locação de Springfield, Marge e as crianças decidem que eles precisam ir salvar a cidade. Homer se recusa a ir junto, devido à população da cidade ter tentado o matar. Ele vai a um bar e descobre depois que Marge e as crianças o abandonaram e foram ajudar a cidade. Após um encontro com uma xamã Inuit, Homer tem uma epifania e percebe que não pode sobreviver sem companhia e ele precisa salvar Springfield e sua família.
Enquanto isto, Marge, Lisa, Maggie e Bart são capturados por Cargill e retornados para Springfield. Cargill aparece e diz ao povo da cidade que esta será destruída. Um helicóptero chega e abre um buraco no topo do domo, descendo uma bomba. Homer sobe no topo da cúpula e desce, derrubando as pessoas que estavam tentando deixar a cidade pela corda. Com uma motocicleta, Homer pega Bart e gira pelo domo. Bart consegue jogar a bomba para fora do domo pelo buraco, e a detonação destrói a cúpula. Ao aterrissarem no solo, Homer e Bart são surpreendidos por Cargill armado com um rifle. Mas antes de atirar, ele é golpeado e neutralizado por Maggie. A cidade saúda Homer, que viaja ao entardecer com Marge. O filme termina com todos reconstruindo Springfield, incluindo a casa dos Simpsons, como tudo era antes.

## Elenco
| Personagem                       | Dublagem             | Dublagem                                |
| -------------------------------- | -------------------- | --------------------------------------- |
| Homer Simpson                    | Dan Castellaneta     | Carlos Alberto Waldyr Santana (Trailer) |
| Marge Simpson                    | Julie Kavner         | Selma Lopes                             |
| Bart Simpson                     | Nancy Cartwright     | Rodrigo Antas                           |
| Lisa Simpson                     | Yeardley Smith       | Flávia Saddy                            |
| Maggie Simpson                   | Nancy Cartwright     | Pamella Rodrigues                       |
| Vovô Abe Simpson                 | Dan Castellaneta     | Carlos Alberto                          |
| Russ Cargill                     | Albert Brooks        | Jorge Vasconcellos                      |
| Ned Flanders                     | Harry Shearer        | Leonel Abrantes                         |
| Sr. Burns                        | Harry Shearer        | Miguel Rosenberg                        |
| Krusty                           | Dan Castellaneta     | Alexandre Moreno                        |
| Chefe Wiggum                     | Hank Azaria          | Philippe Maia                           |
| Moe                              | Hank Azaria          | Mário Tupinambá                         |
| Lenny                            | Harry Shearer        | Mário Tupinambá                         |
| Carl                             | Hank Azaria          | Jorge Lucas                             |
| Apu                              | Hank Azaria          | Nizo Neto                               |
| Otto                             | Harry Shearer        | Marco Ribeiro                           |
| Nelson                           | Nancy Cartwright     | Paulo Vignolo                           |
| Smithers                         | Harry Shearer        | Júlio Chaves                            |
| Dr. Hibbert                      | Harry Shearer        | José Santa Cruz                         |
| Milhouse                         | Pamela Hayden        | Leonardo Serrano                        |
| Prefeito Quimby                  | Dan Castellaneta     | Mauro Ramos                             |
| Diretor Skinner                  | Harry Shearer        | Márcio Simões                           |
| Sr.ª Skinner                     | Tress MacNeille      | Jane Kelly                              |
| Lou                              | Hank Azaria          | Leonardo Serrano                        |
| Cletus                           | Hank Azaria          | Marco Ribeiro                           |
| Mulher Inuit                     | Tess MacNeille       | Maria Helena Pader                      |
| Colin                            | Tess MacNeille       | Charles Emmanuel                        |
| Cara dos Quadrinhos              | Hank Azaria          | Mauro Ramos                             |
| Rod Flanders                     | Pamela Hayden        | Pamella Rodrigues                       |
| Todd Flanders                    | Nancy Cartwright     | Pamella Rodrigues                       |
| Reverendo Lovejoy                | Harry Shearer        | Maurício Berger                         |
| Helen Lovejoy                    | Maggie Roswell       | Christiane Louise                       |
| Barney                           | Dan Castellaneta     | Ricardo Juarez                          |
| Professor Frink                  | Hank Azaria          | Sérgio Stern                            |
| Sideshow Mel                     | Dan Castellaneta     | Sérgio Stern                            |
| Kent Brockman                    | Harry Shearer        | Walmir Barbosa                          |
| Mãe do Nelson                    | Tress MacNeille      | Marisa Leal                             |
| Tony Gordo                       | Joe Mantegna         | José Santana                            |
| Comichão                         | Dan Castellaneta     | Sérgio Stern                            |
| Coçadinha                        | Harry Shearer        | Alexandre Moreno                        |
| Presidente Arnold Schwarzenegger | Harry Shearer        | Garcia Júnior                           |
| Tom Hanks                        | Tom Hanks            | Marco Ribeiro                           |
| Billie Joe Armstrong             | Billie Joe Armstrong |                                         |
| Tre Cool                         | Tre Cool             |                                         |
| Mike Dirnt                       | Mike Dirnt           |                                         |
| Drederick Tatum                  | Hank Azaria          |                                         |
| Abelhão                          | Hank Azaria          | Duda Espinoza                           |
| Mulher dos gatos                 | Tress MacNeille      | Carla Pompilio                          |
| Rapaz no telefone                | Dan Castellaneta     | José Leonardo                           |
| Homem em Pânico                  | Dan Castellaneta     | Reginaldo Primo                         |
| Ralph                            | Nancy Cartwright     | José Leonardo                           |
| Caveira no lago                  | Harry Shearer        | Ricardo Juarez                          |
| Dr. Nick                         | Hank Azaria          |                                         |
| Cookie Kwan                      | Tress MacNeille      |                                         |
| Pai na TV                        | Philip Rosenthal     | Manolo Rey                              |
| Filha na TV                      | Nancy Cartwright     | Lina Mendes                             |
| Filho na TV                      | Tress MacNeille      | Yan Gesteira                            |
| Martin                           | Russi Taylor         |                                         |
| Atendente do Mercado             | Hank Azaria          | Carlos Seidl                            |
| Robô                             | Hank Azaria          | Ricardo Juarez                          |
| Agente homem                     | Dan Castellaneta     | Duda Espinoza                           |
| Agente mulher                    | Tress MacNeille      | Jane Kelly                              |
| Homem do Alasca                  | Hank Azaria          | Júlio Chaves                            |
| Lindsey Naegle                   | Tress MacNeille      | Mabel Cezar                             |
| Sr. Teeny                        | Dan Castellaneta     | Manolo Rey                              |
| Carnival Barker                  | Hank Azaria          | Guilherme Briggs                        |

## Produção

### Desenvolvimento
A equipe de produção já estava considerando uma adaptação cinematográfica de Os Simpsons desde o início da série. O criador do programa, Matt Groening, sentiu que um longa-metragem lhes permitiria aumentar a escala do seriado e animar sequências muito complexas para a série de TV. Ele pretendia que o filme fosse feito após o encerramento do programa, mas a série acabou durando várias temporadas por conta de seu grande sucesso. Houve tentativas de adaptar o episódio da quarta temporada "Kamp Krusty" em um filme, mas foram encontradas dificuldades na expansão da história para um longa-metragem. Por muito tempo o projeto de um filme ficou paralisado. Houve dificuldade em encontrar uma história que fosse suficiente para se tornar um longa-metragem e a equipe não teve tempo para concluir tal projeto, pois já trabalhava em tempo integral para o programa em si. Groening também expressou o desejo de fazer um projeto chamado "Simpstasia", que seria uma paródia de Fantasia; tal ideia acabou nunca sendo produzida, em parte porque teria sido muito difícil escrever um roteiro de longa-metragem. Em outro cenário, foi brevemente sugerido fazer um filme de terror no estilo antológico de "Treehouse of Horror", mas tal sugestão nunca foi posta em prática. O ator convidado recorrente de Os Simpsons Phil Hartman desejava fazer um filme em live-action baseado em seu personagem Troy McClure da série; vários membros da equipe do programa expressaram o desejo de ajudar a criá-lo com Josh Weinstein propondo usar o enredo do episódio "A Fish Called Selma" de 1996 para o filme, mas a ideia foi cancelada após a morte de Hartman em 1998. O projeto para um filme só recebeu oficialmente luz verde da 20th Century Fox em 1997, quando Groening e James L. Brooks foram escalados para produzir o longa.
O elenco de voz foi contratado para fazer o filme em 2001 quando foram iniciados os trabalhos para a escrita de um roteiro. Os produtores inicialmente ficaram preocupados que a criação de um filme pudesse ter um efeito negativo na série, já que não tinham equipe suficiente para focar sua atenção em ambos os projetos. À medida que a série avançava, roteiristas e animadores adicionais foram contratados para que tanto o programa quanto o filme pudessem ser produzidos ao mesmo tempo. Groening e Brooks convidaram Mike Scully e Al Jean (que continuou a trabalhar como showrunner na série de televisão) para produzir o filme com eles. Eles então contrataram o diretor da série David Silverman para dirigir o filme. Uma equipe de roteiristas "mais competente possível" foi montada, com muitos dos roteiristas das primeiras temporadas sendo escolhidos. David Mirkin, Mike Reiss, George Meyer, John Swartzwelder e Jon Vitti foram selecionados. Ian Maxtone-Graham e Matt Selman também se juntariam mais tarde, com Brooks, Groening, Scully e Jean também escrevendo partes do roteiro. Sam Simon não voltou depois de deixar a série por causa de diferenças criativas em 1993. Brad Bird expressou interesse em voltar a trabalhar com a equipe dos Simpsons novamente (uma vez que ele fez parte da produção da série de 1989 até 1996) ao declarar: "tenho nutrido fantasias de me perguntar se eu poderia trabalhar no filme"; Bird, contudo, não teve tempo suficiente devido ao trabalho em filmes como The Incredibles e Ratatouille. Os produtores fecharam um acordo com a Fox que lhes permitiria abandonar a produção do filme a qualquer momento se considerassem que o roteiro era insatisfatório.
O trabalho no roteiro continuou a partir do final de 2003, ocorrendo no pequeno bangalô onde Matt Groening apresentou o projeto de Os Simpsons pela primeira vez em 1987. Os roteiristas passaram seis meses discutindo um enredo, e cada um deles ofereceu esboços e ideias. Em sua primeira sessão de brainstorming, Scully sugeriu uma história em que Steven Spielberg (pretendido para ser dublado pelo próprio Spielberg) tentaria explodir Springfield para que ele pudesse gravar um filme com Tom Hanks (que fez uma aparição especial dublando a si mesmo no filme finalizado). Foi também nessa mesma reunião que Groening apresentou a ideia de Homer adotar um porco de estimação, inspirado em uma história sobre manejo de resíduos suínos que ele leu num jornal. Jean sugeriu que a família resgatasse peixes-boi, ideia essa que se tornou o episódio "The Bonfire of the Manatees" de 2005, e havia também uma noção semelhante à de The Truman Show, onde os personagens descobririam que suas vidas eram um programa de TV; Groening rejeitou isso, pois achava que os Simpsons "nunca deveriam se reconhecer como celebridades", mas a ideia foi posteriormente usada no videogame The Simpsons Game. Groening leu sobre uma cidade que teve que se livrar de fezes de porco encontradas em reservatórios de abastecimento de água, o que inspirou o enredo do filme. A decisão de Flanders ter um papel importante também veio cedo, pois Jean desejava ver Bart se perguntando como seria sua vida se Flanders fosse seu pai. Hank Scorpio, um personagem do episódio "You Only Move Twice" de 1996, foi originalmente planejado para retornar como o antagonista principal, mas a equipe abandonou a ideia e criou Russ Cargill.
Tendo finalmente decidido o esboço básico do enredo do filme, os roteiristas o separaram em sete seções. Jean, Scully, Reiss, Swartzwelder, Vitti, Mirkin e Meyer escreveram 25 páginas cada, com o grupo se reunindo um mês depois para fundir as sete seções em um "rascunho muito preliminar". O roteiro do filme foi escrito da mesma forma que a série de televisão: os roteiristas sentados ao redor de uma mesa, apresentando ideias e tentando fazer uns aos outros rir. O roteiro foi reescrito mais de cem vezes, com o filme se tornando, a certa altura, um musical; no entanto, as músicas foram sendo continuamente encurtadas até serem definitivamente descartadas. Groening descreveu seu desejo de também tornar o filme dramaticamente mais forte do que um episódio de TV, dizendo que queria "dar ao espectador algo que ele nunca viu antes".

### Animação

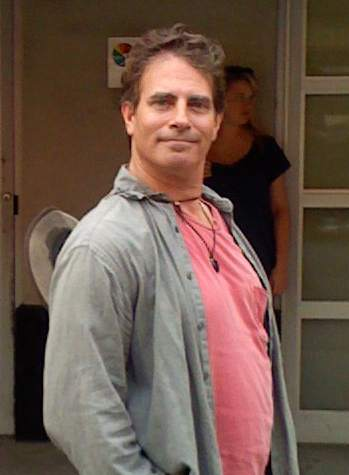
O diretor David Silverman analisou alguns dos episódios da série de televisão que dirigiu em busca de inspiração.

A animação do filme começou em janeiro de 2006, com o curta dos personagens Itchy & Scratchy sendo a primeira cena a ter um storyboard. Groening rejeitou propostas para fazer o filme em live-action ou CGI, chamando a animação do filme de "deliberadamente imperfeita" e "um tributo à arte da animação desenhada à mão". O filme foi produzido em tela widescreen de 2,40:1, para diferenciá-lo da aparência de tela cheia 4:3 utilizada na série de televisão, e colorido com a maior paleta que os animadores já tiveram disponível para eles. Grande parte da animação foi produzida usando tablets Wacom Cintiq, que permitiam que as imagens fossem desenhadas diretamente em um monitor de computador para facilitar a produção. O trabalho de produção de animação foi dividido entre quatro estúdios ao redor do mundo: a Film Roman localizado em Burbank, Califórnia, a Rough Draft Studios em Glendale, Califórnia e sua divisão junto com a AKOM, em Seul, Coreia do Sul, todos os quais trabalharam anteriormente na série. Tal como acontece com a série de televisão, o storyboard, o design dos personagens, o layout do plano de fundo, a animação geral e as partes animadas da produção foram feitos na América. Os estúdios estrangeiros concluíram o trabalho de câmera, o trabalho intermediário e a tinta e pintura digital antes de enviar a animação de volta aos Estados Unidos.
O diretor David Silverman disse que, ao contrário da série de TV onde "você [tem] que escolher", o filme deu-lhes a oportunidade de "dar atenção [em] cada cena". Os personagens têm sombras, ao contrário da sitcom. Silverman e os animadores buscaram inspiração em filmes como The Incredibles, Les Triplettes de Belleville e Bad Day at Black Rock, pois eram "uma grande educação na encenação por causa de como os personagens são colocados". Eles também procuraram ideias para uma sequência de sonho, em filmes da Disney como Dumbo e o curta Pluto's Judgment Day e para cenas de multidão em It's a Mad, Mad, Mad, Mad World. Silverman analisou alguns dos episódios dos Simpsons que dirigiu, principalmente seus dois favoritos, "Homie the Clown" e "Three Men and a Comic Book". Mike B. Anderson, Lauren MacMullan, Rich Moore e Steven Dean Moore dirigiram cada um a animação por cerca de um quarto do filme sob a supervisão de Silverman, com vários outros animadores trabalhando nas cenas.

### Elenco
Para se inspirar nas cenas de multidão do filme, a equipe de produção fez referência a um pôster com mais de 320 personagens de Os Simpsons. Groening disse que os produtores tentaram incluir todos os personagens da série no filme, com 98 tendo papéis falantes e a maioria dos membros da multidão sendo personagens previamente estabelecidos em vez de pessoas genéricas. Os dubladores regulares da série: Dan Castellaneta, Julie Kavner, Nancy Cartwright, Yeardley Smith, Hank Azaria e Harry Shearer, bem como os artistas semi-regulares Tress MacNeille, Pamela Hayden, Marcia Wallace, Maggie Roswell, Russi Taylor e Karl Wiedergott, reprisaram seus papéis no filme. Joe Mantegna retornou no filme como Fat Tony, enquanto Albert Brooks, que forneceu muitas vozes como convidado em vários episódios, foi escalado como o principal antagonista Russ Cargill depois que ele disse à equipe que queria fazer parte do filme. Por "cerca de uma semana", Brooks reprisaria o papel de Hank Scorpio, mas quando o personagem foi omitido do filme, ele acabou dando voz ao próprio Cargill.

A cena da multidão furiosa vindo atrás de Homer apresenta participações especiais de mais de 320 personagens.

O elenco fez a primeira de três reuniões em maio de 2005, começando a gravar a dublagem todas as semanas de junho de 2006 até o final da produção. James L. Brooks os dirigiu pela primeira vez desde as primeiras temporadas do programa de televisão. Castellaneta achou as sessões de gravação "mais intensas" do que as gravações da série de televisão e "mais emocionalmente dramáticas". Algumas cenas, como a mensagem de vídeo de Marge para Homer, foram gravadas mais de cem vezes, deixando o elenco de voz exausto.
Os escritores escreveram a cena do show de abertura sem uma banda específica em mente. O Green Day foi escalado para esse papel tendo solicitado uma participação especial na série. Tom Hanks também aparece como ele mesmo no filme e aceitou a oferta após apenas um telefonema. O criador da série Everybody Loves Raymond, Philip Rosenthal, fornece a voz do pai da criança no comercial do "novo Grand Canyon" com Hanks. Devido a restrições de tempo, vários convidados que chegaram a gravar trechos tiveram seus trabalhos cortados do filme final. A atriz Minnie Driver gravou o papel de uma conselheira paternalista em uma cena que acabou sendo cortada. Edward Norton gravou a parte do homem que é esmagado quando a cúpula é implementada, imitando Woody Allen; a equipe de produção, entretanto, achou a voz muito chamativa para a cena, então Castellaneta regravou o diálogo de Norton com uma voz mais normal. Isla Fisher e Erin Brockovich também gravaram pequenos trechos, mas suas cenas foram deletadas. Kelsey Grammer gravou falas para o personagem Sideshow Bob, que apareceria em vários pontos diferentes do filme, mas essas cenas também foram descartadas. Foi reportado que Johnny Knoxville também teria dublado alguns trechos que foram inutilizados no filme final.
Embora não dê a voz, Arnold Schwarzenegger é o presidente dos Estados Unidos no filme, em vez do então presidente da vida real George W. Bush; segundo Groening, a decisão de tornar Schwarzenegger presidente foi porque "em dois anos... o filme [estaria] desatualizado". Brooks estava com receio de retratar Schwarzenegger como presidente, observando que "as pesquisas de opinião [sobre o mandato de Schwarzenegger como governador da Califórnia] estavam em baixa" e disse que "estavam [esperando] que ele fizesse um retorno político". Os animadores inicialmente desenharam uma caricatura precisa de Schwarzenegger, mas um dos funcionários sugeriu uma versão alterada do personagem recorrente da série Rainier Wolfcastle como presidente. Essa ideia foi desenvolvida com o desenho de Wolfcastle, sendo ele próprio também uma caricatura de Schwarzenegger, ganhando mais rugas sob os olhos e um penteado diferente.

### Edição
Cada aspecto do filme foi constantemente analisado, com enredos, piadas e personagens sendo reescritos regularmente. Embora a maioria dos filmes de animação não faça grandes alterações no filme durante a produção ativa devido a restrições orçamentárias, a equipe de Os Simpsons - o Filme continuou a editar o filme em 2007, com algumas edições ocorrendo até maio daquele ano, dois meses antes do filme ser lançado. James L. Brooks observou: "setenta por cento das coisas em [um dos trailers] - com base em onde estávamos há oito semanas - não estão mais no filme". Matt Groening chegou a declarar que um "material suficiente para mais dois filmes foi cortado". Vários novos personagens foram criados e depois cortados porque não contribuíram o suficiente para a história do filme.
Originalmente Marge era a personagem que tinha a visão profética na igreja. Os escritores, entretanto, consideraram isso muito sombrio e essa característica foi repassada para o Vovô. O papel do interesse amoroso de Lisa, Colin, foi frequentemente revisado; ele era anteriormente chamado de Dexter e Adrien e sua aparência foi completamente alterada. Uma ideia era fazer com que Milhouse atuasse como o interesse amoroso de Lisa, mas os escritores perceberam que "o público não estava tão familiarizado com sua paixão de longa data por Lisa como [eles] pensavam". Uma perseguição de carro em que Homer joga múmias em chamas para fora de um caminhão da EPA foi substituída por cenas "mais emocionais e realistas" que permitiram uma mudança de ritmo. A cena de Bart nu em seu skate foi ideia de Matt Groening, que sempre quis ver Bart andando de skate sem roupa, com Mike Scully dando a ideia de mostrar o pênis de Bart por dois segundos. O artista de storyboard Martin Archer foi creditado por criar uma maneira de cobrir os órgãos genitais de Bart com coisas diferentes antes de serem expostos ao espectador. Embora a equipe tenha concordado que a piada seria engraçada, eles se perguntaram se isso não resultaria em uma classificação R para o filme, uma vez que eles desejavam uma censura PG-13; no final das contas, o filme conseguiu escapar de uma censura mais rígida sob a justificativa de que a cena em questão não era um live-action e nem mostrava os órgãos genitais de um personagem adulto.
Outras mudanças foram feitas após as exibições de teste do filme em março de 2007 em Portland, Óregon e Phoenix, Arizona. Isso incluiu a exclusão dos alienígenas Kang e Kodos criticando fortemente o filme durante os créditos finais. Muitas pessoas nessas exibições acharam a primeira versão do filme muito estúpida, com alguns descrevendo os comportamentos de Homer como muito rudes, então várias cenas foram atenuadas para fazê-lo parecer mais legal. Russ Cargill foi redesenhado várias vezes, aparecendo originalmente como um homem mais velho cujos padrões de fala de Albert Brooks foram baseados no político Donald Rumsfeld; a primeira versão do personagem foi usada pelo Burger King para a fabricação de bonecos como brindes temáticos do filme em suas lanchonetes.
A cena de Cargill com Bart e Homer na conclusão do filme foi adicionada para resolver totalmente sua história. A piada do “Porco-Aranha” também foi uma adição tardia. Uma cena deletada, antes da cúpula ser colocada sobre Springfield, mostrava o Sr. Burns lembrando os espectadores que aquele era o último ponto do filme em que eles "poderiam obter um reembolso". Outras exclusões incluíram o encontro de Homer com um motorista de caminhão de salsichas, uma cena com o porco Plopper no final e uma reportagem mostrando o efeito da cúpula na vida diária de Springfield em áreas como agricultura e esportes; essas cenas foram removidas pois não se enquadravam no contexto geral do filme e foram disponibilizadas no seu lançamento em DVD. Várias cenas com os personagens cantando também foram cortadas, isso incluiu uma canção sobre o Alasca, composta por David A. Stewart do Eurythmics.

### Música
O produtor James L. Brooks escolheu Hans Zimmer para compor a trilha sonora do filme, pois eram bons amigos e colaboradores regulares. Zimmer sentiu que a trilha sonora do filme era um "desafio único" e ele teve que "tentar expressar o estilo de Os Simpsons sem desgastar o público". Ele usou o tema de abertura clássico original de Danny Elfman, mas não quis abusar dele. Ele também criou temas para cada membro da família; o leitmotiv de Homer foi o seu foco principal, mas Zimmer também compôs temas menores para Bart e Marge. O compositor regular da série de televisão, Alf Clausen, ao comentar o não-convite para fazer a trilha sonora do filme, observou: "às vezes você é o para-brisa, às vezes você é o inseto".
Além de sua aparição no filme, o Green Day gravou sua própria versão do tema de Os Simpsons, e lançou-a como single. Zimmer transformou a música do Porco-Aranha em uma peça coral, o que foi uma piada que ele nunca pretendeu incluir no filme. Zimmer também teve que escrever letras em língua estrangeira para as 32 versões dubladas da música quando o filme foi lançado internacionalmente, chegando a afirmar que a versão em espanhol foi a mais difícil de escrever. O mesmo coro aprendeu a cantar a peça para cada uma das dublagens em língua estrangeira.

## Lançamento

### Teatral

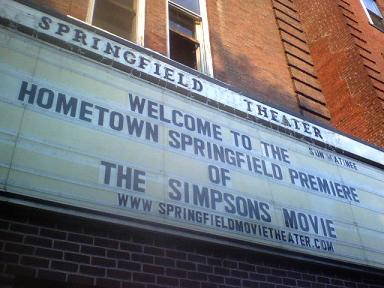
O letreiro do Springfield Theater, onde ocorreu a estreia oficial do filme na cidade de Springfield, no estado americano de Vermont.

Em 1º de abril de 2006, a 20th Century Fox anunciou que o filme seria lançado mundialmente em 27 de julho de 2007. O filme foi lançado um dia antes na Austrália e no Reino Unido. Poucas informações sobre o enredo foram divulgadas nas semanas que antecederam o lançamento do filme. Sobre isso, Groening argumentou que não achava que “as pessoas olhavam a seção de TV do jornal pra pensar: 'Vou assistir aos Simpsons desta semana porque gostei do enredo'. Basta ir ao cinema e ver você mesmo a história do filme".
A Fox realizou uma competição entre 16 cidades americanas chamadas "Springfield" nos Estados Unidos para sediar a premiere no país. Cada Springfield produziu um pequeno filme, explicando por que a cidade deveria sediar a estreia, com os resultados sendo decididos por meio de votação no site do USA Today. A Springfield de Minnesota anunciou sua desistência em 31 de maio de 2007. A grande vencedora foi a Springfield de Vermont, anunciada em 10 de julho. A cidade venceu a Springfield de Illinois por 15.367 votos contra 14.634. Cada uma das outras 14 cidades restantes realizou suas próprias exibições menores do filme em 26 de julho. Springfield, Vermont, sediou a premiere do filme em 21 de julho com um tapete amarelo em vez do tradicional vermelho.
Os Simpsons - o Filme recebeu a censura PG-13 pela Motion Picture Association of America por "humor irreverente", o que agradou os produtores do filme. No entanto, o British Board of Film Classification do Reino Unido aprovou o filme com a censura PG (recomendado apenas para maiores de 14 anos) sem cortes; uma porta-voz do instituto disse sobre a breve cena de nudez de Bart, "a nudez natural sem conteúdo sexual é aceitável em filmes PG". O filme foi banido em Myanmar, não pela cena de nudez, mas pelo uso excessivo das cores amarelo e vermelho, o que é proibido no país.

### Marketing

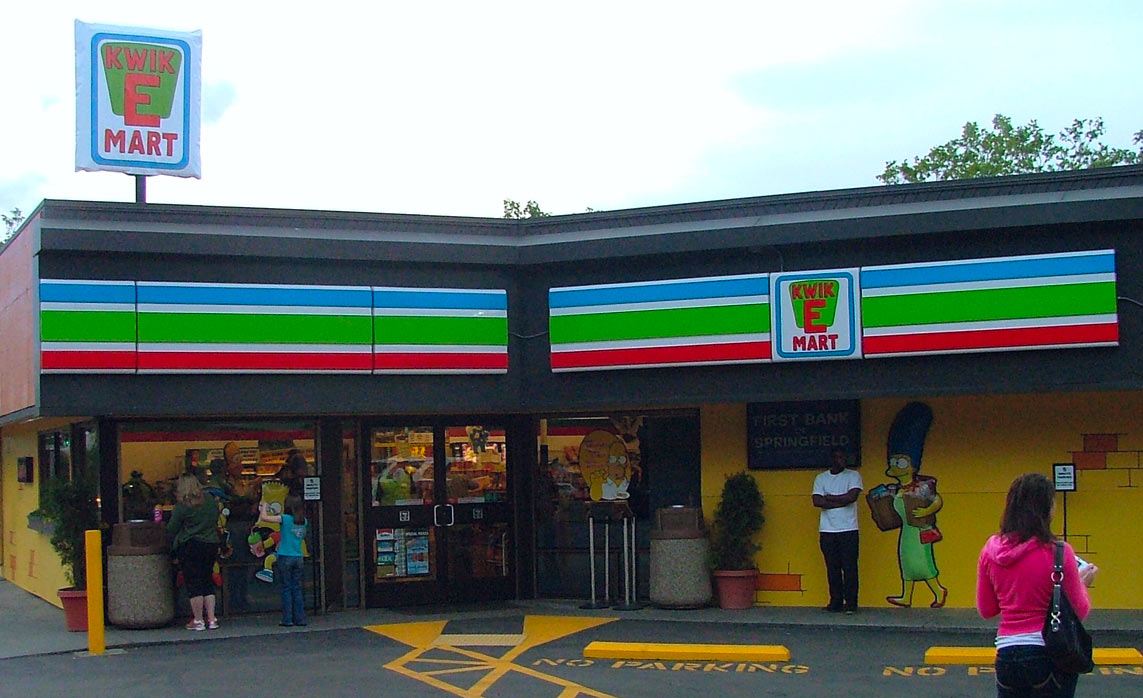
Uma loja 7-Eleven em Seattle transformada em um Kwik-E-Mart.

A rede de lojas de conveniência estadunidense 7-Eleven transformou 11 de suas lojas nos Estados Unidos e uma no Canadá em Kwik-E-Marts (a rede fictícia de mercados existente no universo dos Simpsons), ao custo de aproximadamente US$ 10 milhões. A 7-Eleven também vendeu mercadorias do universo dos Simpsons em muitas de suas lojas como os "Squishees", "Buzz Cola", o cereal "Krusty-O's" e os "Pink Movie Donuts". Esta promoção resultou em um aumento de 30% nos lucros das lojas 7-Eleven alteradas. O personagem Homer realizou um monólogo animado especial de abertura para a edição de 24 de julho de 2007 do programa The Tonight Show with Jay Leno, como parte de outra promoção.
Mais campanhas promocionais também ocorreram em outras partes do mundo. A 20th Century Fox ergueu um donut rosa gigante na cidade de Springfield em Canterbury, Nova Zelândia, enquanto em Londres um Porco-Aranha inflável flutuante do tamanho de um ônibus de dois andares foi instalado próximo a Usina Termelétrica de Battersea. Em Dorset, na Inglaterra, uma imagem de Homer foi feita numa colina ao lado do Gigante de Cerne Abbas; isso causou indignação entre os neopagãos locais que realizaram a "magia da chuva" para tentar lavá-la.
A empresa McFarlane Toys lançou uma linha de bonecos de ação baseados no filme enquanto a EA Games lançou o The Simpsons Game para coincidir com o lançamento do DVD do filme, embora o enredo do jogo não fosse baseado no filme em si. A Samsung lançou um telefone temático de Os Simpsons - o Filme, enquanto a Microsoft produziu uma edição limitada do videogame The Simpsons Movie para a plataforma Xbox 360. A Ben & Jerry's criou uma cerveja com tema dos Simpsons e um sorvete com sabor de donut, intitulada "Duff & D'oh! Nuts". O Windows Live Messenger apresentou a seus usuários a oportunidade de baixar gratuitamente um conteúdo animado e estático para usar em suas conversas. O Burger King produziu uma linha de bonecos dos Simpsons que eram distribuídos como brindes nos lanches infantis e publicou uma série de anúncios de televisão com o tema dos Simpsons para promover isso. A JetBlue Airways realizou uma série de sorteios online para uma viagem para a estreia do filme em Los Angeles, Califórnia; a companhia aérea também incluiu um canal dedicado aos Simpsons no sistema de entretenimento de bordo de seus aviões.

### Mídia doméstica

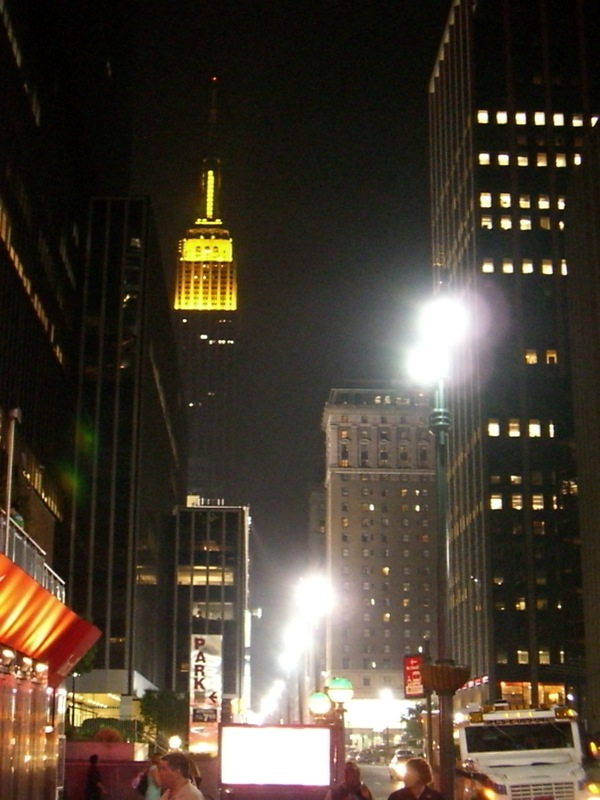
O Empire State Building em Nova Iorque foi iluminado com a cor amarela para promover o lançamento em home video do filme.

O filme foi lançado em DVD e Blu-ray Disc mundialmente em 3 de dezembro de 2007 e em 18 de dezembro nos Estados Unidos. Ambos continham comentários dos produtores e animadores, seis curtas cenas deletadas e uma seleção de material usado para promover o lançamento do filme. Em sua primeira semana de lançamento, o filme liderou a parada de vendas de DVDs nos Estados Unidos, gerando US$ 11,8 milhões em receita de aluguel. Uma cena excluída inacabada dos habitantes da cidade cantando o Hino de Springfield também foi incluída no lançamento em DVD da décima temporada de Os Simpsons lançada em 7 de agosto de 2007.
As promoções para o lançamento do DVD ocorreram principalmente nos Estados Unidos. O Empire State Building foi iluminado em amarelo, marcando a primeira vez que o prédio foi usado como parte da promoção de um filme. No Reino Unido, a Fox criou uma campanha publicitária sob o custo de 5 milhões de libras esterlinas. Eles também assinaram um contrato de £ 1,6 milhão com a empresa de iogurte Yoplait, para produzir um design baseado em Os Simpsons - o Filme para as embalagens de sua marca Frubes.

## Recepção

### Desempenho comercial
O filme arrecadou US$ 30.758.269 em seu dia de estreia nos Estados Unidos. A animação arrecadou um total combinado de US$ 74.036.787 em seu fim de semana de estreia em 5.500 telas em 3.922 cinemas, alcançando o topo da bilheteria naquele fim de semana. Os Simpsons - o Filme se tornou a décima maior receita de todos os tempos para um fim de semana de estreia em julho, e a maior entre as não sequências, além de virar a maior receita de uma adaptação de animação para TV de todos os tempos, superando The SpongeBob SquarePants Movie (2004). Isso superou as expectativas de US$ 40 milhões que a Fox tinha como meta de lançamento. Os Simpsons - o Filme estabeleceu vários recordes nas bilheterias estadunidenses, incluindo o de fim de semana de abertura de maior bilheteria para um filme de animação não-CGI e para um filme baseado em uma série de televisão, superando Mission: Impossible II. Foi também o terceiro fim de semana de abertura de maior bilheteria para um filme de animação em geral.
O filme estreou no topo da bilheteria internacional, arrecadando US$ 96 milhões em 71 países, incluindo US$ 27,8 milhões no Reino Unido, tornando-se a segunda maior abertura britânica da história para um filme da 20th Century Fox. O Reino Unido é o país de maior bilheteria do filme fora dos Estados Unidos, com US$ 78,4 milhões arrecadados, com a Alemanha em segundo lugar, com US$ 36,3 milhões. No Brasil, o filme foi visto por mais de dois milhões de espectadores.
Encerrou seu circuito nos cinemas em 20 de dezembro de 2007 obtendo uma receita bruta de US$ 183,1 milhões nos Estados Unidos e US$ 536,4 milhões de receita bruta mundial, se tornando um sucesso comercial (considerando seu orçamento estimado em US$ 75 milhões). Considerando essas somas, Os Simpsons - o Filme se tornou o segundo longa-metragem de animação tradicional de maior bilheteria em todos os tempos, atrás somente do clássico da Disney O Rei Leão (1994). Foi o oitavo filme de maior bilheteria em todo o mundo e a décima maior bilheteria nos Estados Unidos em 2007.

### Resposta da crítica
No Rotten Tomatoes, o filme tem um índice de aprovação de 87% com base em 223 críticas e uma avaliação média de 7,5/10; o consenso crítico do site diz: "Os Simpsons - o Filme contém risadas calorosas, sátira mordaz e um retrato honesto de uma família americana que torna o programa tão popular. E possui uma animação mais elegante e uma escrita polida que remonta aos dias de glória do programa". No Metacritic, o filme recebeu uma pontuação de 80 de 100, com base em 36 críticas, indicando "críticas geralmente favoráveis". O público consultado pelo CinemaScore deu ao filme uma nota média "A−" em uma escala de "A+" a "F".
Os jornais britânicos The Guardian e The Times deram ao filme quatro de cinco estrelas. James Bone, do The Times, disse que "[o filme] possui as mesmas referências culturais astutas e lampejos de brilhantismo que renderam à série de televisão uma sequência que varia de crianças a PhDs em literatura comparada". Peter Bradshaw, pelo The Guardian, afirmou que o filme "dá a você tudo o que você poderia desejar" e que ele pensou: "Oitenta e cinco minutos [não foram] longos o suficiente para fazer justiça a dezessete anos de gênio da comédia". O crítico Roger Ebert deu uma crítica positiva ao filme, dando-lhe três de quatro estrelas, mas admitiu que "geralmente [não] é um fã de filmes derivados de animação de TV"; ele chamou o filme de "radical e simples ao mesmo tempo, subversivo e de bom coração, ofensivo sem realmente querer ser". Richard Corliss, em sua crítica pela revista Time, disse que o filme "não tenta ser mais rude ou excêntrico, apenas maior e melhor".
A crítica de cinema do USA Today, Claudia Puig, disse que a história do filme "justificava um longa-metragem, graças a um enredo inteligente e um humor irreverente e ininterrupto". Patrick Kolan acreditava que o filme era "facilmente a melhor coisa que viria [dos Simpsons] desde a temporada 12 ou 13" e elogiou a animação, mas também disse que as aparições de alguns personagens como Comic Book Guy e Diretor Skinner foram "pequenas e sem graça". Kirk Honeycutt do The Hollywood Reporter elogiou a boa natureza do filme, afirmando que as risadas "vem em todos os tamanhos", mas também afirmou que foi tirado "pouco proveito ao levar Os Simpsons para as telonas".
Uma recepção mais negativa do filme veio da revista Empire, onde o crítico Ian Nathan comparou o filme à New Coke (da Coca-Cola), dizendo que "falhou totalmente". Phil Villarreal acreditava que havia "muito poucos momentos dignos de riso" e que "em vez de se estender para novas fronteiras, o filme repousa sobre o familiar". Sheila Johnston criticou o ritmo do filme e seu nível de piada, dizendo que "o ímpeto geral diminui às vezes" e que foi "uma salva de piadas cômicas, algumas muito engraçadas, outras fracas". O crítico David Edwards concordou com isso, escrevendo que embora "há um ótimo show de meia hora por aí... o resto é muito enfadonho", concluindo que "não é um filme terrível, apenas terrivelmente decepcionante". Cosmo Landesman acreditou que "o humor parecia ter perdido sua mordacidade e sua forma satírica" e que "muito da comédia é estruturada em torno das idiotices de Homer". Bruce Newman criticou as aparições fugazes de muitos dos personagens secundários da série e achou o filme "uma decepção".

### Prêmios e indicações

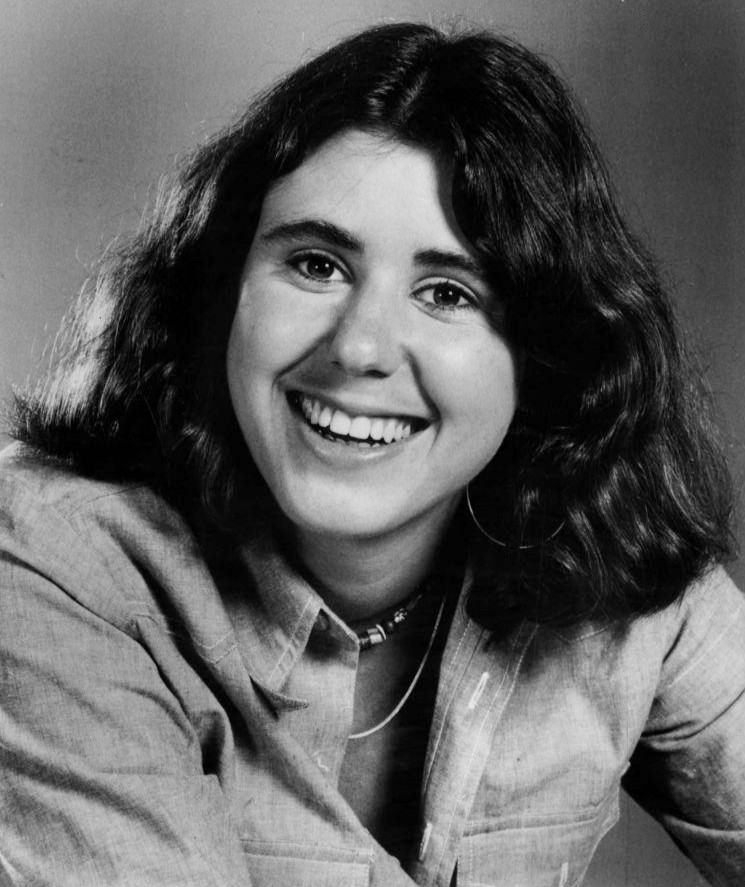
Julie Kavner (fotografada em 1974) foi elogiada por sua atuação emocionante como Marge, sendo indicada ao Prêmio Annie de Melhor Dublagem. Até o momento, Os Simpsons - o Filme é a sua última atuação em um longa-metragem.

Os Simpsons - o Filme ganhou o prêmio de Melhor Filme de Comédia no British Comedy Awards, Melhor Animação na edição inaugural do National Movie Awards promovido pelo canal britânico ITV e Melhor Filme na versão britânica do Nickelodeon Kids' Choice Awards, vencendo Harry Potter and the Order of the Phoenix, Pirates of the Caribbean: At World's End e Shrek the Third. O trailer do filme ganhou o Golden Trailer Award na categoria Melhor Trailer de Filme de Animação/Família. A revista Forbes nomeou o filme como o terceiro melhor do ano, com base em sua receita de bilheteria e na pontuação de resposta crítica do Metacritic. O site do filme recebeu o Prêmio Webby durante a 12ª cerimônia na categoria "Melhor Site de Filme".
No 35º Annie Awards, o filme foi indicado em quatro categorias: Melhor Filme de Animação, Melhor Direção em um Filmes de Animação em Longa-Metragem, Melhor Roteiro em um Longa-Metragem de Animação e Melhor Dublagem em um Longa-Metragem de Animação pelo trabalho de Julie Kavner; todos os quatro prêmios, entretanto, foram ganhos por Ratatouille da Disney/Pixar. Foi indicado para Melhor Longa-Metragem de Animação durante o 65º Globo de Ouro e ao BAFTA de Melhor Filme de Animação. Também recebeu indicações para Melhor Longa de Animação nas cerimônias do Satellite Award, Associação de Críticos de Cinema de Chicago e Critics Choice Association.
Antes de seu lançamento, o filme recebeu uma indicação no MTV Movie Awards de 2007 para "Melhor filme de verão que você ainda não viu", o qual perdeu para Transformers. Foi indicado também na categoria "Filme de Verão - Comédia ou Musical" do Teen Choice, perdendo para Hairspray. Também foi indicado para "Filme de Comédia Favorito" no People's Choice Awards, perdendo para Knocked Up.

## Temas
Al Jean descreveu a mensagem do filme como "um homem deve ouvir sua esposa". Além disso, o filme parodia duas grandes questões contemporâneas, a religião e o ambientalismo. O tema do ambientalismo está presente em todo o filme: na poluição do Lago Springfield por Homer, na participação especial do Green Day, no ativismo de Lisa e em seu romance com Colin. O vilão Russ Cargill é chefe da Agência de Proteção Ambiental dos Estados Unidos no filme. O comentarista de cinema Ed Gonzalez argumentou que o enredo era uma sátira à reação do governo aos efeitos do Furacão Katrina em Nova Orleans; Ian Nathan, da revista Empire, criticou essa análise, acreditando que os produtores deram ao filme uma "agenda política aberta [que] beira a polêmica". James D. Bloom, da Muhlenberg College, comentou sobre a "explicitação" da "agenda intelectual" do filme sobre esta questão, mostrada particularmente através de Lisa; ele escreveu que a primeira cena pós-créditos de abertura do filme, onde é visto uma tentativa mal sucedida do Green Day em chamar a atenção do público para questões ambientais, "coloca em movimento um enredo expressamente construído em torno da definição de uma agenda cultural" e "reflete sobre oportunos 'problemas'".

Uma macieira foi inserida ao fundo na cena em que Lisa conhece Colin, numa referência a Adão e Eva e ao Jardim do Éden.

A religião é focada nas visões momentâneas do Vovô na igreja, com Marge acreditando que o que ele disse é uma mensagem de Deus. Groening brincou dizendo que o filme "posiciona a existência de um Deus muito ativo", quando questionado se ele acreditava que tal cena seria uma potencial ofensa às religiões. Mark I. Pinsky, autor de The Gospel According to The Simpsons, disse que o filme "trata a fé genuína com respeito, ao mesmo tempo que mantém um olhar atento para pretensões religiosas e hipocrisia de todos os tipos". Em relação à cena em que os clientes do Bar do Moe e da igreja trocam de local, ele acredita que foi a "oportunidade de desmascarar a falibilidade humana de todos". Ao analisar o papel de Ned Flanders, ele escreveu: "É [a] disposição dos Simpsons em retratar todos os nossos diferentes lados [...] que torna tão rico e engraçado nosso complicado relacionamento com a religião". As árvores também são um tema do filme e foram implementadas em todas as cenas importantes ou emocionais do filme. Os animadores inseriram uma macieira atrás de Lisa e Colin durante seu encontro inicial, que era uma referência às figuras bíblicas de Adão e Eva e ao Jardim do Éden.